# Plexippus baro
Plexippus baro là một loài nhện trong họ Salticidae.
Loài này thuộc chi Plexippus. Plexippus baro được Wanda Wesołowska & Tomasiewicz miêu tả năm 2008.